# Отец и сын (фильм, 1981)
«Отец и сын» (иер. трад. 父子情, кант.-рус.: Фу чи чхин, англ. Father and Son) — гонконгская драма 1981 года, снятая режиссёром Алленом Фоном. Фильм получил две награды 1-й Гонконгской кинопремии в категориях «Лучший фильм» и «Лучший режиссёр».

## Сюжет
Основная часть сюжета завязана вокруг отношений между отцом и сыном. Отец мечтает, чтобы его сын стал важной и успешной личностью и добился успеха. Однако его сын не может понять желания отца и часто попадает в неприятности. В итоге его даже исключают из школы. Несмотря на неуспеваемость своего сына в школе, отец твёрдо решил, что тот должен получить хорошее образование. Для этого он выдаёт свою старшую дочь замуж за богатого человека, чтобы обеспечить сыну возможность учиться за границей и оплатить учёбу в колледже. Но молодой человек мечтает сделать карьеру в кино.

## В ролях
- Ши Лэй[кит.] — Ло Саньмук
- Чжу Хун[кит.] — жена Ло Саньмука
- Юн Ваймань — золовка Ло Саньмука
- Лэй Ютхинь — Ло Кахин (ребёнок)
- Чен Юо — Ло Кахин (подросток)
- Кун И — Ло Кахэй (ребёнок)
- Янь Синьмэй — Ло Кахэй (подросток)
- Дэвид Ло[кит.] — Вон Кампо
- Чань Янь — Ын Сиучхун (ребёнок)
- Чён Куокмин — Ын Сиучхун (подросток)

## Кассовые сборы
В кинопрокате Гонконга лента собрала 1 483 317 гонконгских долларов за 14 дней показов в период с 16 июня по 29 апреля 1981 года.